# Warren Vaché

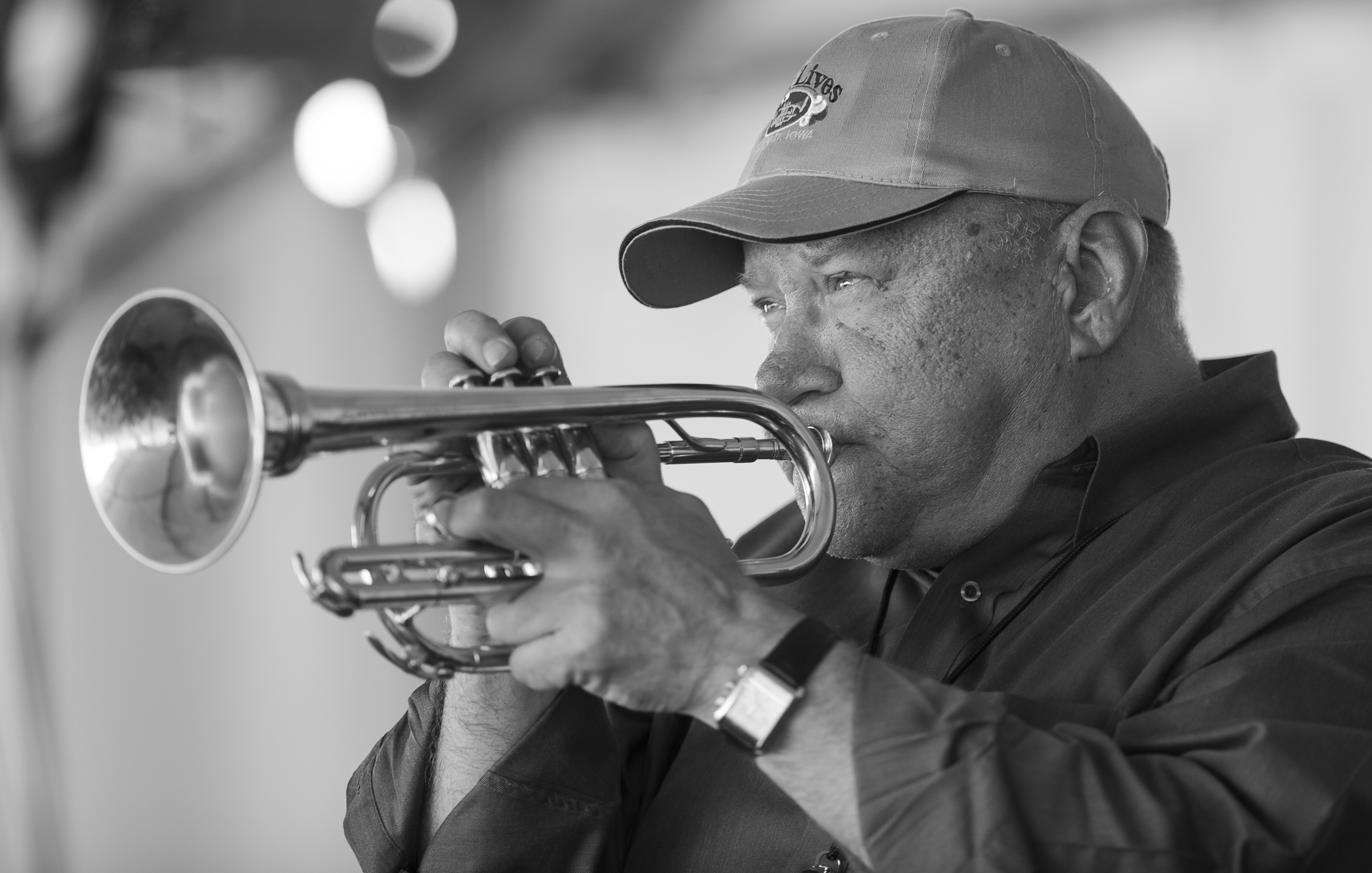
Warren Vaché Jr. (2008)

Warren Vaché Jr. (* 21. Februar 1951 in Rahway, New Jersey) ist ein US-amerikanischer Musiker (Trompete, Flügelhorn und Kornett) des Swing und Mainstream Jazz.

## Leben und Wirken
Warren Vaché stammt aus einer musikalischen Familie; sein Bruder ist der Swing-Klarinettist Allan Vaché, sein Vater, Warren Vaché senior, war ein Bassist und Autor mehrerer Bücher.
Vache Jr. hatte als Kind Klavierunterricht, lernte in der Schule Trompete und hatte am College Unterricht bei Pee Wee Erwin und Jim Fitzpatrick. Er studierte an der Montclare State University und spielte zu Beginn seiner Musikerkarriere in der Band von Benny Goodman, in der er Lead-Trompeter und Solist war, und in der Hausband des Jazzclubs Eddie Condon's, wo er mit Vic Dickenson und Bob Wilber spielte sowie in der Band seines Vaters. Er arbeitete lang mit Scott Hamilton als Co-Leader einer gemeinsamen Band zusammen und nahm 1976 sein erstes Album unter eigenem Namen auf („First Time Out“). Lange Zeit arbeitete er auch mit George Wein und seinem Newport All Stars zusammen; diese Kooperation dauerte bis in die 1990er Jahre an.
Seitdem veröffentlichte er mit eigenen Bands eine Reihe von Alben auf dem Label Concord Jazz, ab 1994 auf Muse sowie bei Nagel-Heyer, an denen Musiker wie Bucky Pizzarelli, Michael Moore, John Bunch, Jimmy Cobb, Jake Hanna mitwirkten. Vaché spielte außerdem mit den Concord All Stars, Howard Alden, Kenny Baker, Dan Barrett, Buddy Tate, Woody Herman, Buck Clayton, Gerry Mulligan und begleitete Rosemary Clooney.
Vaché Jr. ist stark von Louis Armstrong beeinflusst, außerdem von so unterschiedlichen Musikern wie Ruby Braff, Pee Wee Erwin, Roy Eldridge, Bobby Hackett, Clifford Brown, Blue Mitchell und Billy Butterfield. Warren Vaché versteht sich selbst nicht als Erneuerer, sondern als Hüter der Traditionen verschiedener Spielarten des Jazz wie Mainstream, Swing, und gelegentlich auch Bebop oder Hardbop. Martin Kunzler zählt Vaché „mit seinem sauberen, dunklen, doch strahlenden Ton und natürlichem Vibrato“ zu den Erneuerern des Swing; Vaché erklärt seine Vorliebe mit „Mainstream gegen den Strom zu schwimmen“ so: „Ich spiele einfach gern schöne Stücke und bilde eigene Variationen daraus“. Digby Fairweather lobt Vachés Fähigkeit, in den höchsten Registern bei niedrigster Lautstärke zu spielen. Unter seinen zahlreichen Alben heben Richard Cook und Brian Morton insbesondere das im Jahr 2000 mit dem Pianisten Bill Charlap aufgenommene Album 2gether hervor.
1985 spielte Warren Vaché eine Hauptrolle in dem Spielfilm Sechs Jazzer im Dreierteltakt (The Gig; Regie: Frank Gilroy).

## Trivia
Vaché trainierte Richard Gere für dessen Rolle in dem Film Cotton Club.

## Diskographische Hinweise
Als Bandleader
- Horn of Plenty (Muse, 1994) mit Houston Person
- An Affair to Remember (Zephyr, 1995) mit Brian Lemon
- Warren Plays Warren (Nagel-Heyer, 1996) mit Kenny Drew Jr., Jimmy Cobb, Randy Sandke
- Shine (Zephyr, 1997) mit Tony Coe, Alan Barnes, Brian Lemon
- The Vaché & Allred & Metz Family Jazz Band: Side by Side (Nagel-Heyer, 1998)
- What Is There to say? (Nagel-Heyer, 1999) mit Joe Puma, Murry Wall, Eddie Locke
- The Best Thing for You (Nagel-Heyer, 2001)
- 2gether (Nagel-Heyer, 2000)
- Don’t Look Back (Arbors, 2006)
- Swingtime! - A Jumpin’, Singin’, Movin’ and Groovin’ Good Time (2006), mit Randy Reinhart, John Allred, Matt Bilyk, Chuck Wilson, Harry Allen, Rickey Woodard, Alan Barnes, Steve Ash, Murray Wall, Jake Hanna
- Songs Our Fathers Taught Us (Arbors 2019)

Mit Alan Barnes
- The London Sessions (Woodville 2011)
- The Cobbler’s Waltz (Woodville 2014)

Mit Ruby Braff
- First Set (Zephyr, 1996)

Mit Bucky Pizzarelli
- 5 for Freddie (Arbors 2007)

Mit Bill Allred
- The New York Sessions (Arbors, 2010)

Mit John Allred
- Live at Marians Jazzroom (Arbors, 2008)
- The Warren Vaché/John Allred Quintet: Top Shelf (Arbors, 2011)